# Дедегкаев, Казбек Магометович
Казбе́к Магоме́тович Дедегка́ев (осет. Дедегкати Магомети фурт Казбек; род. 21 декабря 1945 год, с. Чикола, Ирафский район, Северо-Осетинская АССР) — Заслуженный тренер СССР, мастер спорта.

## Биография
Родился в 1945 году с селении Чикола Ирафского района Северо-Осетинской АССР. В своё время был одним из сильнейших борцов в категории 74 кг. Тренировался у Бориса Абаева. В 1980 году переехал в Узбекистан, спортивное общество Динамо (Ташкент), где тренировал братьев Хадарцевых и Арсена Фадзаева.Клуб  В 1989 году вернулся во Владикавказ, где продолжал тренировать осетинских борцов.
Ученики Дедегкаева завоевали 49 золотых медалей на соревнованиях самого высокого уровня, среди которых 5 олимпийских чемпионов, 15 чемпионов мира, 17 чемпионов Европы и 16 чемпионов СССР. Его воспитанники: Артур Таймазов, Арсен Фадзаев, Аслан Хадарцев, Махарбек Хадарцев, Сослан Тигиев, Заурбек Сохиев, Таймураз Салказанов, Тасолтан Хатагов.
3 раза становился лучшим тренером мира (1988, 1989, 1992).

## Награды и звания,
- Орден Дружбы народов (21 июня 1989 года)
- Медаль ордена «За заслуги перед Отечеством» II степени (6 января 1997 года) — За заслуги перед государством и высокие спортивные достижения на XXVI летних Олимпийских играх 1996 года[1]
- Орден Дружбы (18 декабря 2015 года, Южная Осетия) — за большие заслуги в области спорта, многолетнюю плодотворную деятельность по воспитанию физически и нравственно здоровой молодежи и в связи с 70-летием со дня рождения[2]
- Орден «Слава Осетии» (2015) — за выдающийся вклад в развитие вольной борьбы и многолетнюю плодотворную деятельность
- Почетный гражданин Узбекистана[источник не указан 4587 дней]